# ربط أنبوب فالوب
ربط قناة فالوب (بالإنجليزية: Tubal ligation)‏ أو قطع البوق (بالإنجليزية: Tubectomy)‏ هو إجراء جراحي للتعقيم يتم فيه تثبيت قناة فالوب في الإناث وحجبها أو قطعها وإغلاقها، مما يمنع البويضة من الوصول إلى الرحم وانغراسها فيه. ويعتبر ربط الأنبوب وسيلة دائمة للتعقيم وتحديد النسل.

## الإجراء
يُعتبر ربط قناتي فالوب (يُشار إليه بشكل خاطئ باسم استئصال القناة) عملية جراحية كبرى، والتي تتطلب عادةً خضوع المريض لتخدير موضعي أو عام أو نخاعي، ويُنصح بعدم خضوع النساء لهذه الجراحة إذا كان لديهن حاليًا تاريخ من سرطان المثانة. وبعد أن يصبح التخدير ساري المفعول، يقوم الجراح بعمل شق صغير على كل جانب تحت السرة مباشرة من أجل الوصول إلى كل من قناتي فالوب. وفي الربط البوقي التقليدي، يقوم الجراح بقطع الأنابيب، ثم ربطها وبالتالي منع انتقال البويضات إلى الرحم. وتتضمن الطرق الأخرى استخدام مشابك أو حلقات لإغلاقها، أو قطعها وكيها. وعادة ما يتم ربط الأنابيب في غرفة عمليات المستشفى.

## الفعالية
يكون الربط البوقي فعالًا بنسبة 99٪ تقريبًا في السنة الأولى التي تلي الإجراء. وفي السنوات التالية قد تنخفض الفعالية قليلاً لأنه يمكن إعادة اتصال قناتي فالوب في بعض الحالات، مما يمكن أن يسبب الحمل غير المقصود. ومن الصعب اكتشاف فشل الطريقة إلا بحدوث الحمل، على عكس استئصال الأسهر أو استخدام اللولب.
ومن بين تلك الإخفاقات، من المرجح أن يكون 15-20٪ من حالات الحمل خارج الرحم، وقد حدثت 84٪ من حالات الفشل بعد سنة أو أكثر بعد التعقيم. ووفقا لدراسة ما، فإن ما يقرب من 5٪ من النساء اللواتي أجريت لهن جراحة ربط البوق سيحدث لهن حمل خارج الرحم. ويبدو أن الوقت هو أحد عوامل الفشل، حيث يزداد خطر الفشل بعد سنة أو أكثر بعد الجراحة. ويتواجد خطر الحمل خارج الرحم بنسبة 12.5٪ بالنسبة للنساء اللاتي أجريت لهن جراحة ربط البوق، وهي نسبة أكبر من أولئك اللاتي لم يخضعن للجراحة. وقد يحدث إعادة فتح القنوات أو تشكيل النواسير بين البوق والبريتوني، التي تكون فتحاتها كبيرة بما يكفي لمرور الحيوانات المنوية ولكنها صغيرة جدا للسماح للبويضة بالمرور عبرها، مما يؤدى إلى الإخصاب وانغراس البويضة المخصبة في الجزء البوقي البعيد.
وتشير دراستان اقتصاديتان إلى أن ربط الأنابيب الثنائي بالمنظار يمكن أن يكون أقل فعالية من حيث التكلفة من إجراء إيشور، الذي يستخدم نوعًا خاصًا من الألياف للحث على تفاعل ليفي حميد.

## طرق ربط الأنبوب
تخثر القطبين (Bipolar coagulation): الطريقة الأكثر شعبية في تعقيم الإناث بالتنظير البطني، وتستخدم هذه الطريقة التيار الكهربائي لكيّ أجزاء من قناة فالوب.
تخثر قطب واحد (Monopolar coagulation): أقل شيوعًا من تخثر القطبين، ويستخدم التيار الكهربائي لكيّ الأنبوب، كما يسمح أيضًا لتيار الإشعاع بالمزيد من الإتلاف للأنابيب أثناء انتشاره من موقع الخثار. وتنطوي كثير من الحالات على قطع الأنابيب بعد الإجراء.
استئصال خملات البوق (fimbriectomy): عن طريق إزالة جزء من أنبوب فالوب الأقرب إلى المبيض، مما يقضي على قدرة قناة فالوب على التقاط البويضات ونقلها إلى الرحم.
إجراء إرفينغ (Irving's procedure): يستدعي هذا الإجراء وضع عقدتين (بالخيوط جراحية) حول قناة فالوب وإزالة جزء الأنابيب بين العقدتين. ثم لاستكمال الإجراء، يتم توصيل نهايات قناتي فالوب إلى مؤخرة الرحم والنسيج الضام على التوالي. وكانت هذه الطريقة رائدة من قِبل جراح التوليد الأمريكي، فريدريك كاربنتر إرفينغ (1883–1957) في عام 1924.
المشبك البوقي (Tubal clip): وتتضمن هذه التقنية (مشبك Filshie أو مشبك Hulka) وضع مشبك دائم على قناة فالوب. وبمجرد وضعه وتثبيته، لا يسمح المشبك بحركة البويضات من المبيض إلى الرحم.
حلقة البوقي (Tubal ring): وتتضمن تلك الطريقة ضم قناتي فالوب لأعلى وتطبيق شريط سيلاستيك عليهما.
طريقة ربط البوقي لبوميروي (Pomeroy tubal ligation): وفي هذه الطريقة، يتم خنق حلقة من الأنبوب بخيط، ويتم عادة قطع الحلقة وكي نهاياتها. وتم تطوير هذه الطريقة من قِبل الطبيب النسائي الأمريكي والجراح رالف هايوارد بوميروي.
طريقة ربط البوقي لإيشور (Essure tubal ligation): في هذه الطريقة، يتم وضع ملفين معدن وألياف صغيرة في قناتي فالوب، وبعدها يتشكل نسيج ندبي حول الملفّات يسد قناتي فالوب، ويمنع الحيوانات المنوية من الوصول إلى البويضة.
طريقة ربط البوقي لأديانا (Adiana tubal ligation): في هذه الطريقة، يتم وضع اثنين من قطع السيليكون الصغيرة في قناتي فالوب. وأثناء العملية، يقوم الطبيب بتسخين جزء صغير من كل قناة فالوب ثم يدرج قطعة صغيرة من السيليكون في كل أنبوب. وبعد العملية، يتكوّن نسيج ندبي حول السيليكون، فيسد قناتي فالوب ويمنع الحيوانات المنوية من الوصول إلى البويضة. ولكن لم يعد بالإمكان تنفيذ هذا الإجراء بسبب دعوى قضائية وصدور حكم من الشركة المسؤولة عن طريقة إيشور.

## المعكوسية
يتم إجراء جراحات الربط البوقي لتكون دائمة ولا تعتبر شكلاً مؤقتًا لتحديد النسل. وعكس جراحة الأنبوب هي جراحة مجهرية لإصلاح قناة فالوب بعد إجراء ربط البوق.
وعادة ما يكون هناك قطاعان من قناتي فالوب متبقيين (الجزء البوقي القريب الذي ينبثق من الرحم وقطاع الأنابيب البعيدة التي تنتهي بالخملات بجانب المبيض). ويسمى الإجراء الذي يربط بين هذه الأجزاء المفصولة من قناة فالوب معكوسية الأنبوب أو المفاغرة الأنبوبية المجهرية.
وفي نسبة صغيرة من الحالات، لا يترك إجراء الربط البوقي سوى الجزء البعيد من قناة فالوب ولا يكون هناك فتحة البوق القريبة إلى الرحم، وقد يحدث ذلك عندما يتم تطبيق تجلط البوقي أحادي القطب على برزخ قناة فالوب عند خروجه من الرحم. وفي هذه الحالة، يمكن إنشاء فتحة جديدة من خلال عضلة الرحم ويتم إدخال الجزء البوقي المتبقي في تجويف الرحم. ويدعى هذا الإجراء الجراحي الغرس الأنبوبي أو زرع الأنبوب في الرحم.
وقد يتغلب التلقيح الصناعي على مشاكل الخصوبة في المرضى غير المناسبين للانعكاس الأنبوبي.

## المميزات والعيوب
الربط البوقي هو عملية جراحية في البطن، ووجدت إحدى الدراسات أن مضاعفات ما بعد الجراحة من ربط البوق هي أكثر احتمالا من استئصال الأسهر كما أنها أكثر كلفة. وفي الدول الصناعية، يبلغ معدل الوفيات 4 لكل 100,000 عملية ربط للبوق، مقابل 0.1 لكل 100,000 عملية استئصال للأسهر.
الربط البوقي له تكلفة أولية أكبر من وسائل تحديد النسل الأخرى. وقد يستغرق الأمر أكثر من عقد من الاستخدام لربط الأنابيب لتصبح فعالة من حيث التكلفة مثل غيرها من الطرق طويلة الأجل الفعالة مثل اللولب، وتجعل تكاليف استخدام وسائل تحديد النسل باستمرار أو تكاليف الحمل غير المقصود للعديد من الطرق الأخرى نفس تكلفة ربط البوق أو أكثر إذا تم استخدامها لعدة سنوات. ويتم تقليل تكلفة الربط البوقي إذا تم إجراؤه خلال عملية قيصرية؛ لأن الأنابيب تكون ظاهرة بالفعل خلال عملية فتح البطن.
وقد يقلل الربط البوقي من خطر الإصابة بسرطان المبيض، حيث تقدر بعض الدراسات الخطر النسبي عند 0.66 للأنواع الطلائية، و0.40 لأنواع بطانة الرحم و0.73 للأنواع المصلية.

## الانتشار
في جميع أنحاء العالم، يتم اللجوء لتعقيم الإناث من قِبل 33٪ من النساء المتزوجات اللاتي يستخدمن وسائل منع الحمل، مما يجعله أكثر وسائل تحديد النسل شيوعًا. واعتبارا من يونيو 2010، أصبح هناك انخفاضا في إجراءات ربط البوق في الولايات المتحدة بعد عقدين من المعدلات المستقرة، وربما يُفسر ذلك من خلال تحسين الوصول إلى مجموعة واسعة من وسائل منع الحمل الفعالة التي يمكن عسكها.

## الآثار الجانبية
أظهر استعراض عام 1998 لأكثر من 200 مقالة في الأدب الإنجليزي أن الدليل على وجود متلازمة ما بعد تعقيم البوق (نزيف غير طبيعي، و/ أو ألم، وتغييرات في السلوك الجنسي والصحة العاطفية، وزيادة اضطرابات ما قبل الحيض)، والتي تُعرف باسم متلازمة ما بعد ربط البوق غير حاسمة بالنسبة للنساء فوق عمر الـ 30. وقد تزداد المخاطر بالنسبة النساء اللواتي تتراوح أعمارهن بين 20 و29 سنة مع وجود اختلافات وظيفية سابقة في الدورة الشهرية، «على الرغم من أنهن لا يبدو أنهن يخضعن لتغيرات هرمونية كبيرة». ووجدت دراسة أجريت عام 1993 في اليابان أن أعراض متلازمة ما بعد ربط البوق تكون بسيطة، وتكون المعالجة البسيطة للأعراض كافية في معظم الحالات. وإن التوقف عن تناول وسائل تحديد النسل الهرمونية له آثاره الجانبية، والتي يُنسب الكثير منها عادة إلى متلازمة ما بعد تعقيم البوق.

## روابط خارجية
- Birth Control Comparison Chart 2008